# Максимов, Вадислав Силович
Вадислав Силович Максимов (19 июня 1931, Днепропетровская область — 28 февраля 1989, Днепропетровск) — Герой Социалистического Труда (1966), расточник Днепропетровского завода прессов Министерства станкостроительной и инструментальной промышленности СССР.

## Биография

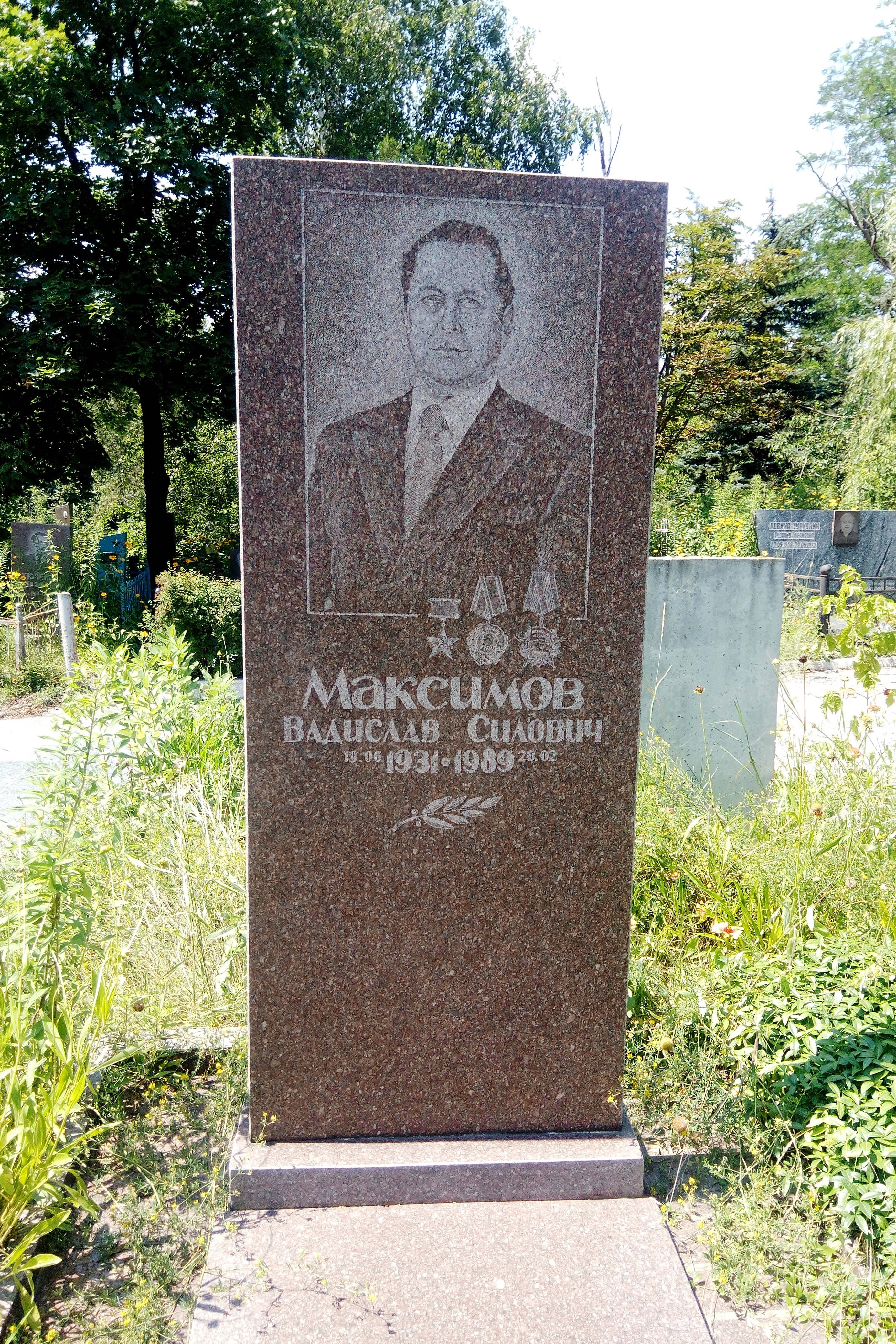
Могила Вадислава Максимова на Аллее Героев Сурско-Литовского кладбища в Днепре

Родился 19 июня 1931 года в Днепропетровской области в крестьянской семье. По национальности украинец. Вскоре после рождения вся семья переехала в Днепропетровск.
В период Великой Отечественной войны проживал с матерью на оккупированной территории. В 1945 году Вадислав Максимов поступил в ремесленное училище после окончания которого в 1947 году получил специальность столяра и был направлен на работу на Никопольский южнотрубный завод. В 1948 году году переведён на Днепропетровский трубопрокатный завод имени В. И. Ленина, где работал плотником а затем учеником фрезеровщика. Так же впоследствии освоил специальность токаря-расточника. С 1949 по 1954 годы проходил срочную службу в Советской Армии.
После увольнения в запас поступил на работу на Днепропетровский завод тяжёлых прессов (сейчас — ОАО «Завод „Днепропресс“»). В 1967 году без отрыва от производства окончил школу рабочей молодёжи. Он в совершенстве освоил свою специальность, постоянно перевыполнял производственный план, добился наивысшей производительности труда.
Указом Президиума Верховного Совета СССР от 8 августа 1966 года за выдающиеся трудовые успехи, достигнутые в выполнении заданий семилетнего плана по развитию машиностроения Вадиславу Силовичу Максимову присвоено звание Героя Социалистического Труда с вручением ордена Ленина № 361583 и золотой медали «Серп и Молот» № 12508.
В течение 34 лет до 1988 года продолжал работать на заводе. С 1988 года в связи с тяжёлой болезнью вышел на пенсию, ему была установлена инвалидность I группы.
Избирался делегатом XXV съезда КПСС, XXVI съезда Коммунистической партии Украины, депутатом районного и городского совета, народным заседателем районного суда, членом областного комитета народного контроля.
Умер 28 февраля 1989 года. Похоронен на Аллее Героев Сурско-Литовского кладбища в Днепропетровске.
В 1991 году областным комитетом работников машиностроения и приборостроения была учреждена областная профсоюзная премия имени героя.

### Награды
Награждён орденами Ленина (8.08.1966), Октябрьской Революции (5.04.1971), медалями ВДНХ СССР и УССР. Неоднократно заносился в Книгу трудовой славы Днепропетровской области.